# Melipotis producta
Melipotis producta là một loài bướm đêm trong họ Erebidae.